# 846

846(팔백사십육)은 845보다 크고 847보다 작은 자연수다.

## 수학
- 합성수로, 그 약수는 총 12개다. (1, 2, 3, 6, 9, 18, 47, 94, 141, 282, 423, 846)
  - 846의 진약수의 합은 1026이므로, 846은 과잉수다.
- {\displaystyle 846=225+280+341}
  - 연속하는 세 팔각수의 합으로 나타낼 수 있는 수다. 이 성질을 지닌 앞의 수는 681, 다음 수는 1029다.
- {\displaystyle 846=89+97+101+103+107+109+113+127}
  - 연속하는 소수(素數) 8개의 합으로 나타낼 수 있는 수다. 이 성질을 지닌 앞의 수는 802, 다음 수는 888이다.
- {\displaystyle 846=13^{2}+14^{2}+15^{2}+16^{2}}
  - 연속하는 네 자연수의 제곱합으로 나타낼 수 있는 수다. 이 성질을 지닌 앞의 수는 734, 다음 수는 966이다.
- {\displaystyle 95^{6}-1}은 846으로 나누어떨어진다.

## 과학
- NGC 846(영어판): 안드로메다자리 방향에 있는 막대나선은하.

## 교통
- 유럽 고속도로 846호선: 이탈리아 코센차에서 크로토네까지 이어지는 유럽 고속도로.

## 군사
- U-846(영어판, 독일어판): 제2차 세계 대전에 사용된 나치 독일의 군용 잠수함.

## 문화유산
- 대한민국의 보물 제846호: 창경궁 풍기대

## 방송
- AM 846kHz: 대한민국 울산문화방송, 일본 NHK 아오모리 방송국의 라디오 주파수.

## 기타
- 연도: 846년, 기원전 846년